# 김양중
김양중(1978년 3월 6일~)은 대한민국의 전직 프로 게임단 감독 출신의 프로 게임 경기 해설가이자, 사업가 겸 방송인이다.
Ideal Space(IS)의 창단 감독이기도 하였으며, 2003년 4월까지 활동하였다. 2007년 8월 위메이드 폭스의 감독으로 임명되었다. 2011년 8월 22일 위메이드 폭스의 해체로 감독직에서 물러났다.
현재 개인 사업으로 족발집을 운영하고 있으며 맛집으로 소문났다는 평이다.

## 경력 사항
- 2006년 슈퍼파이트 해설위원
- 2007년 게임올림피아드수원 2007 공식홍보대사
- 2009년 e스타즈 서울 대륙간컵 동양팀 감독
- 2010년 ESL S4 Asia Championship Finals 우승 (카운터스트라이크 부문)
- 2010년 신한은행 프로리그 09-10 4위
- 2010년 World E-Sports Masters WEM 2010 우승 (카운터스트라이크 부문)